# Антон Сандор Левеј
Антон Сандор Левеј (енгл. Anton Szandor LaVeyЧикаго, 11. април 1930 — Сан Франциско, 29. октобар 1997) амерички је писац, окултиста и оснивач Сатанистичке цркве.
Са 18 година напушта школу, али је кратко време студирао. Радио је у циркусу, као чистач кавеза, а касније ради као фотограф за полицију. Ту се кратко задржао. Након тога почиње да свира клавир по ноћним клубовима. Наводно је био у вези с Мерилин Монро, али за то нема доказа. Рано се оженио и добио своју прву кћер, Карлу. Женио се више пута. Назван је Црни Папа, а следбенике је привлачио забавама. Страшно се занимао за окултизам, одбацио је белу магију и доступну окултну литературу.
На врхунцу моћи његова Црква има 25.000 следбеника. Задовољан постигнутим, Левеј се баца на писање и остваривање својих списатељских амбиција. Године 1969. објављује кључно дело за све сатанисте, књигу под именом Сатанистичка библија. Одбацује црне мисе као застарели облик. Прихвата демона као природну силу, а сваког оног ко је спутан инхибицијама и не задовољава своје потребе, према њему, треба проклети.
Црква свој поновни узлет доживљава 1980-их, али Левеј више није био активни члан. Предао је власт својим потомцима. Умро је 29. октобра 1997. у 67. години од плућног едема.

## Књиге
- (Сатанистичка библија) (1969)
- (Сатанистички ритуали) (1972)
- (Сатанистичка вештица) (1989)
- (Ђавоља свеска) (1992)
- (Сатана говори) (1998)